# Franz Kröll
Franz Kröll  (* 1952/1953; † 25. Juni 2010 in Graz) war ein österreichischer Polizeioffizier. Als Mitarbeiter des Bundeskriminalamts Wien war er Leiter der Sonderkommission Natascha Kampusch, die den Entführungsfall Natascha Kampusch untersuchte. Kröll kritisierte den Abschlussbericht und die These einer Einzeltäterschaft des Entführers Wolfgang Přiklopil, was ihn landesweit bekannt machte.

## Laufbahn
Kröll trat 1976 in den Polizeidienst in Graz ein und wurde 1982 zum Bezirksinspektor des Kriminaldienstes ernannt. Im Januar 1988 wurde er schließlich zur Offiziersausbildung nach Wien versetzt, bevor er nach zwei Jahren als Oberleutnant zurückkehrte. Kröll ermittelte häufig im Rotlichtmilieu und auch gegen prominente Persönlichkeiten, wobei er den Ruf eines unabhängigen und kompetenten Ermittlers genoss. Er wurde aufgrund seiner erfolgreichen Arbeit 1999 zum Leiter der Kripo in Leoben befördert, ermittelte jedoch auf Zuteilung auch bei großen Kriminalfällen in Wien. 2005 wurde er nach einer Polizeireform dem Landeskriminalamt Steiermark zugeteilt. Er wechselte jedoch schon bald darauf zum Bundeskriminalamt Wien.
Kröll wurde zweimal geschieden; er war Vater einer Tochter aus zweiter Ehe.

## Ermittlungen im Fall Natascha Kampusch
Nachdem der acht Jahre lang gefangen gehaltenen Natascha Kampusch 2006 die Flucht gelungen war und ihr Entführer Wolfgang Přiklopil mutmaßlich Suizid begangen hatte, leitete Kröll ab Februar 2008 zunächst das polizeiliche Unterstützungsteam der Evaluierungskommission, die unter Leitung von Ludwig Adamovich junior den Fall untersuchte. Im Dezember 2008 wurde er dann Leiter der polizeilichen Sonderkommission. Als Chefermittler lehnte Kröll die Idee einer Alleintäterschaft Přiklopils ab und verdächtigte Ernst Holzapfel, einen langjährigen Freund und Geschäftspartner von Přiklopil, in die Tat verstrickt zu sein. Durch die Ermittlungen von Kröll, der zahlreiche Widersprüche feststellte, war Holzapfel gezwungen, seine Version der Geschehnisse vor Gericht immer wieder zu verändern. Kröll stellte zahlreiche Fehler in der Untersuchung fest, darunter das Ignorieren von Spuren und die Entfernung von Beweismaterialien. Außerdem durfte Kröll nur für sechs Stunden die geheimen Zeugenaussagen von Natascha Kampusch sichten und lediglich Notizen, jedoch keine Kopien machen, nachdem ihm der Zugang lange verweigert worden war.
Von der Staatsanwaltschaft soll er unter Druck gesetzt worden sein, die Einzeltäterthese zu unterstützen. Kröll weigerte sich aufgrund seiner Bedenken, im Jänner 2010 an der „Abschlusspressekonferenz“ von Staatsanwaltschaft und Polizei teilzunehmen. Er soll dazu gesagt haben, er setze sich nicht hin und lüge allen ins Gesicht. Laut seinem Bruder wurde er aufgrund seiner öffentlichen Kritik an dem Abschlussbericht zur Causa Kampusch gemobbt und zur Strafe in den Innendienst versetzt. Nach Abschluss der Ermittlungen recherchierte Kröll zu dem Fall privat weiter, wobei er seine Ermittlungsergebnisse schriftlich festhielt.

## Tod
Am 25. Juni 2010 wurde Kröll auf der Terrasse vor seiner Wohnung in Graz durch einen Kopfschuss getötet und einen Tag später von seiner geschiedenen Frau (die ebenfalls Polizistin war) gefunden. Der Tod wurde als Suizid eingestuft, da Kröll durch seine berufliche Situation und Versetzung deprimiert gewesen sei. Trotz einiger Unklarheiten wurde keine Obduktion der Leiche angeordnet.
Krölls Bruder zweifelte die Selbstmordthese an. Er hielt es für unwahrscheinlich, dass sich Kröll als Rechtshänder mit seiner linken Hand erschossen habe, und der vorhandene Abschiedsbrief sei in ungewohnter Handschrift und mit untypischer Unterschrift verfasst worden. Ein Notizheft von Kröll, das möglicherweise seine Notizen zum Kampusch-Fall enthielt, soll vom Tatort verschwunden sein.
Ein von Krölls Bruder in Auftrag gegebenes Gutachten des Grazer Gerichtsmediziners Peter Leinzinger widersprach der Selbstmordthese, wie im November 2013 bekannt wurde.